# Bos (Nahe)
Die Bos, auch Bosbach genannt, ist ein etwas über 6 Kilometer langer Mittelgebirgsbach im Hunsrück und ein  orografisch linker Nebenfluss der Nahe, der im Landkreis St. Wendel im nordöstlichen Saarland verläuft.

## Name
Der Name leitet sich wahrscheinlich von gallisch *Bun(d)sona ab mit dem gallischen Bestimmungswort *bundos für 'Boden, Sohle'. Alternativ wäre auch eine Herleitung über idg. *bʰundʰ- für 'wach, munter' möglich.

## Geographie

### Verlauf
Die Bos entspringt am Zallenberg auf einer Höhe von 490 m ü. NHN. Von hier aus fließt der Bach überwiegend nach Osten. Die zu Nohfelden gehörende Ortschaft Bosen passiert der Bach dabei im Norden, ehe er nach etwa 3,4 km Flussstrecke den Bostalsee erreicht. Zuvor mündet rechtsseitig der durch Bosen fließende Pärwiesbach. Die Mündung in den Stausee liegt etwa 300 m südlich der ebenfalls zu Nohfelden gehörenden Ortschaft Eckelhausen. Der Dämelbach mündet im Süden in den Stausee und ist somit ein Nebenfluss der Bos. Der Abfluss des Stausees liegt südwestlich von Gonnesweiler. Nach ca. 1 km weiterer Flussstrecke mündet die Bos auf einer Höhe von 372 m ü. NHN linksseitig in die Nahe.
Nach ihrer 6,26 km langen Flussstrecke mündet die Bos 134 Höhenmeter unterhalb ihres Ursprungs, was einem mittleren Sohlgefälle von 21 ‰ entspricht. Dabei entwässert sie ein 12,454 km² großes Einzugsgebiet.

### Zuflüsse
- Jordanbach (rechts), 0,3 km
- Dumpfbach[4] (rechts), 0,4 km
- Seifenbach (Seifenborn[4]) (links), 0,5 km
- Letschbruchbach (links), 0,6 km
- Steinfloß (links), 0,7 km
- Parwiesbach (rechts), 2,6 km, 1,8 km²
- Altertbach (links), 0,2 km
- Langenfeldbach (links), 0,1
- Sandbach (links), 0,2 km
- Trieschwiesbach (rechts), 0,8 km
- Dämelbach (rechts), 1,6 km
- Krämersbach (rechts), 0,9 km